# Yūya Tanaka
Yūya Tanaka (japanisch 田中 悠也 Tanaka Yūya; * 10. Mai 2000 in der Präfektur Chiba) ist ein japanischer Fußballspieler.

## Karriere
Yūya Tanaka erlernte das Fußballspielen in der Schulmannschaft der Funabashi Municipal High School. Seinen ersten Profivertrag unterschrieb er am 1. Februar 2019 bei Giravanz Kitakyūshū. Der Verein aus Kitakyūshū, einer Stadt in der Präfektur Fukuoka, spielte in der dritten japanischen Liga. 2019 feierte er mit dem Verein die Meisterschaft der dritten Liga und den Aufstieg in die zweite Liga. Sein Zweitligadebüt gab Yūya Tanaka am 9. August 2021 (24. Spieltag) im Heimspiel gegen den FC Ryūkyū. Hier stand er in der Startelf und spielte die kompletten 90 Minuten. FC Ryūkyū gewann das Spiel mit 2:1. Am Ende der Saison 2021 stieg er mit dem Verein aus Kitakyūshū als Tabellenvorletzter in die dritte Liga ab.

## Erfolge
Giravanz Kitakyūshū
- Japanischer Drittligameister: 2019  ▲